# طاق‌ها
طاق‌ها (به انگلیسی: Ogives) چهار قطعه برای پیانو هستند که در اواخر دهه ۱۸۸۰ توسط اریک ساتی توشته شدند. این آثار در سال ۱۸۸۹ منتشر شدند و اولین آهنگ‌هایی بودند که ساتی در انتشارات موسیقی پدرش چاپ نکرده بود.
می‌گویند که ساتی در نوشتن این آثار از شکل پنچره‌های کلیسای نوتردام در پاریس الهام گرفته بوده است. طاق (به انگلیسی: Ogives) در واقع منحنی‌ای است که شکل بیرونی زوایای گوتیک را می‌سازد.
ملودی آرام و خونسرد این قطعات از جفت عبارت‌هایی ساخته شده که یاداور موسیقی ساده‌خوانی کلیسا است. ساتی با این آهنگ‌ها می‌خواست ارگ‌های بزرگ را که در قلب کلیسا به صدا در می‌آیند، به خاطر شنونده بیاورد. او این پرصدایی را با استفاده از هارمونی‌های کامل، دو اکتاوی کردن و دینامیک متضاد تیز بدست آورد.
ساتی این آهنگ‌ها را بدون خطوط حامل نوشت.

## ۴ قطعه‌ی طاق‌ها
- Ogive No. 1ⓘ
- Ogive No. 2ⓘ for Charles Levadé
- Ogive No. 3ⓘ
- Ogive No. 4ⓘ for Conrad Satie